# Pacific Overtures
Pacific Overtures est une comédie musicale américaine de Stephen Sondheim (paroles et musique), sur un livret de John Weidman, créée en 1976 à Broadway.
Le spectacle se déroule au Japon à partir de 1853 et suit sa difficile occidentalisation racontée du point de vue des Japonais. L'histoire se concentre en particulier sur la vie de deux amis pris dans le changement.

## Argument
Acte I
Conçu comme la version d'un dramaturge japonais d'une comédie musicale américaine sur les influences américaines sur le Japon, Pacific Overtures ouvre en juillet 1853. Depuis que les étrangers ont été expulsés de l'empire insulaire, explique le narrateur, ailleurs les guerres se font et les machines grondent, mais au Japon, elles plantent du riz, échangez vos arcs et profitez de la paix et de la sérénité, et rien n'a menacé le cycle immuable de leurs jours (The Advantages of Floating in the Middle of the Sea). Mais le président Millard Fillmore, déterminé à ouvrir le commerce avec le Japon, a envoyé le commodore Matthew C. Perry à travers le Pacifique.
À la consternation de Lord Abe et des autres conseillers du Shogun, les troubles commencent avec l'apparition de Manjirō, un pêcheur qui avait été perdu en mer et sauvé par les Américains. Il est retourné au Japon et tente maintenant d'avertir les autorités de l'approche des navires de guerre, mais est arrêté pour avoir fréquenté des étrangers. Un samouraï mineur, Kayama Yezaemon, est nommé préfet de police à Uraga pour chasser les Américains - une nouvelle qui laisse sa femme Tamate affligée, car Kayama échouera certainement et tous deux devront alors commettre un seppuku. En partant, elle exprime ses sentiments en danse alors que deux observateurs décrivent la scène et chantent ses pensées et ses paroles (There Is No Other Way). En tant que pêcheur, voleur et autres habitants racontent la vue des «quatre dragons noirs» rugissant dans la mer, une caricature orientale extravagante de l'USS Powhatan arrivant dans le port. Kayama est envoyé pour rencontrer les Américains, mais on se moque de lui et on le rejette comme n'étant pas assez important. Il fait appel à Manjiro, le seul homme au Japon à avoir traité avec des Américains, et déguisé en grand seigneur Manjiro est en mesure d'obtenir une réponse de leur part : le commodore Perry doit rencontrer le Shogun dans les six jours, sinon il bombardera la ville. Face à cet ultimatum, le Shogun refuse de s'engager sur une réponse et se met au lit. Exaspérée par son indécision et sa procrastination, sa mère, avec une courtoisie élaborée, l'empoisonne. (Chrysanthemum Tea).
Kayama élabore un plan par lequel les Américains peuvent être reçus sans mettre techniquement les pieds sur le sol japonais, grâce à un revêtement de tatamis et à une maison du traité surélevée, pour laquelle il est nommé gouverneur d'Uraga. Lui et Manjiro partent pour Uraga, forgeant un lien d'amitié à travers l'échange de poèmes (Poems). Kayama a sauvé le Japon, mais il est trop tard pour sauver Tamate : quand Kayama arrive chez lui, il constate qu'elle est morte, ayant commis un seppuku après avoir été sans nouvelles de Kayama pendant plusieurs jours. Déjà, les événements échappent au contrôle de l'ordre ancien : les deux hommes croisent une dame instruisant ses filles inexpérimentées à l'art de la séduction alors qu'elles se préparent à l'arrivée des démons étrangers (Welcome to Kanagawa).
Commodore Perry et ses hommes débarquent et, lors de leur «marche vers la maison du traité», démontrent leur bonne volonté en offrant des cadeaux tels que deux sacs de pommes de terre irlandaises et une copie de «Geology of Minnesota» d'Owen. Les négociations elles-mêmes sont observées à travers les souvenirs de trois qui étaient là : un guerrier caché sous le plancher de la maison des traités qui pouvait entendre les débats, un jeune garçon qui pouvait voir l'action de son perchoir dans l'arbre à l'extérieur, et le garçon comme un vieil homme rappelant que sans Someone In a Tree, un observateur silencieux, l'histoire est incomplète. Au départ, il semble que Kayama ait gagné ; les Américains partent en paix. Mais la figure barbare du Commodore Perry bondit pour interpréter une danse traditionnelle du Kabuki (Lion Dance ), qui se termine par une promenade, triomphante et entièrement américaine.
Acte II
L'enfant empereur (représenté par une marionnette manipulée par ses conseillers) réagit avec plaisir au départ des Américains, promouvant Lord Abe au Shogun, confirmant Kayama comme gouverneur d'Uraga et élevant Manjiro au rang de samouraï. La crise semble être passée, mais au grand dam de Lord Abe, les Américains reviennent demander des accords commerciaux formels. Sur l'air d'une marche de Sousa, un ambassadeur américain fait une offre (Please Hello) au Japon et est suivi par un Gilbertien. L'ambassadeur britannique, un Néerlandais dansant le sabot, un Russe sombre et un Français dandifié se disputent tous l'accès aux marchés japonais. Avec l'apparition de ce nouveau groupe d'occidentaux, la faction des Seigneurs du Sud s'impatiente. Ils envoient un cadeau politiquement chargé à l'Empereur, un conteur qui raconte l'histoire vivante et allégorique d'un jeune empereur courageux qui se libère de son lâche Shogun.
Quinze ans passent alors que Kayama et Manjiro s'habillent pour le thé. Alors que Manjiro continue de s'habiller de robes traditionnelles pour la cérémonie du thé, Kayama adopte progressivement les manières, la culture et la tenue vestimentaire des nouveaux arrivants, affichant fièrement une nouvelle montre de poche, un manteau pan coupé et A Bowler Hat. Bien que Kayama, comme indiqué dans ses rapports au Shogun, parvienne à "s'entendre" avec les marchands et diplomates occidentaux, les tensions abondent entre les Japonais et les "barbares". Trois marins britanniques quittant le rivage confondent la fille d'un samouraï pour une geisha (Pretty Lady). Bien que leur approche soit d'abord douce, ils deviennent plus persistants au point de lui offrir de l'argent ; la fille crie au secours et son père tue l'un des marins confus. Kayama et Abe se rendent à la cour de l'empereur pour discuter de la situation. Sur la route, leur groupe est attaqué par des assassins masqués envoyés par les Seigneurs du Sud et Abe est assassiné. Kayama est horrifié de découvrir que l'un des assassins est son ancien ami, Manjiro ; ils se battent et Kayama est tué.
Dans la tourmente qui s'ensuit, l'empereur s'empare du véritable pouvoir et jure que le Japon se modernisera. Alors que le pays passe d'une innovation à la suivante, les robes impériales sont enlevées couche par couche pour montrer le narrateur en costume moderne. Le Japon contemporain - le pays de Toyota, de Seiko, de la pollution de l'air et de l'eau et de la domination du marché - se rassemble autour de lui et ses réalisations sont vantées. « Japon. Le royaume flottant. Il fut un temps où les étrangers n'étaient pas les bienvenus ici. Mais c'était il y a longtemps ... » dit-il (Welcome to Japan).

## Fiche technique
- Titre original : Pacific Overtures
- Livret : John Weidman avec la collaboration de Hugh Wheeler
- Lyrics : Stephen Sondheim
- Musique : Stephen Sondheim
- Orchestrations : Jonathan Tunick
- Mise en scène : Harold Prince
- Chorégraphie : Patricia Birch
- Direction musicale : Paul Gemignani
- Décors : Boris Aronson
- Costumes : Florence Klotz
- Lumières : Tharon Musser
- Production : Harold Prince et Ruth Mitchell
- Date de première : 11 janvier 1976 au Winter Garden Theatre
- Date de dernière : 27 juin 1976
- Nombre de représentations consécutives : 193

## Distribution

### Distribution originale
- Mako : Narrateur/Shogun/Jonathan Goble/Empereur Meiji
- Soon-Tek Oh : Tamate/Samurai/raconteur/homme armé
- Isao Sato : Kayama
- Yuki Shimoda : Lord Abe
- Sab Shimono : Manjiro
- Ernest Abuba : Samurai/Adams/noble
- James Dybas : Conseiller/vieil homme/amiral français
- Timm Fujii : Fils/prêtre/fille Kanagawa/noble/marin britannique
- Haruki Fujimoto : Servant/Commodore Matthew Calbraith Perry
- Larry Hama : Williams/Seigneur du Sud/gangster[1]
- Ernest Harada : Physicien/Madame/amiral britannique
- Alvin Ing : Mère du Shogun/Observer/marchand/amiral américain
- Patrick Kinser-Lau : Compagnon du Shogun/fille Kanagawa/amiral néerlandais/marin britannique
- Jae Woo Lee : Pêcheur/lutteur de sumo/Seigneur du Sud
- Freddy Mao : Conseiller/fille du samurai
- Tom Matsusaka : prêtre impérial
- Freda Foh Shen : Femme du Shogun
- Mark Hsu Syers : Samurai/Voleur/devin/guerrier/amiral Russe/marin britannique
- Ricardo Tobia : Observateur
- Gedde Watanabe : prêtre/fille Kanagawa/le garçon
- Conrad Yama : grand-mère/lutteur de sumo/marchand japonais
- Fusako Yoshida : joueur de shamisen

### Broadway, 2004
- B. D. Wong : Narrateur
- Evan D'Angeles : Observateur/guerrier/officier/amiral britannique
- Joseph Anthony Foronda : Voleur/devin/samurai/raconteur
- Yoko Fumoto : Tamate
- Alvin Ing : Mère du Shogun/vieil homme
- Fred Isozaki : Noble
- Francis Jue : Madame/amiral néerlandais
- Darren Lee : Amiral américain/marin/officier
- Hoon Lee : Marin/Marchand/Commodore Matthew Calbraith Perry/seigneur du Sud
- Michael K. Lee : Kayama
- Ming Lee : Conseillère/prêtre/prêtre impérial
- Telly Leung : Garçon/Observateur/marin/compagnon du Shogun/noble
- Paolo Montalban : Manjiro
- Alan Muraoka : Councilor/grand-mère (Muraoka également connu dans le rôle de l'amiral néerlandais)
- Mayumi Omagari : Fille Kanagawa/fille
- Daniel Jay Park : prêtre/fille Kanagawa/amiral français
- Hazel Anne Raymundo : Femme du Shogun/fille Kanagawa
- Sab Shimono : Lord Abe
- Yuka Takara : Fils/servante de la femme du Shogun/fille Kanagawa
- Scott Watanabe : Pêcheur/amiral Russe/vieil homme armé/physicien/samurai

## Numéros musicaux
| Acte I - Prologue (instr.) - The Advantages of Floating in the Middle of the Sea — Le narrateur et la troupe - There Is No Other Way — Tamate, observateurs - Four Black Dragons — Le pêcheur, le voleur, le narrateur et les villageois - Chrysanthemum Tea — Shogun, la mère du Shogun, sa femme, devin, prêtre, compagnon du Shogun, physicien, lutteur de sumo - Poems — Kayama, Manjiro - Welcome to Kanagawa — Madame et les filles - March to the Treaty House (instr.) - Someone in a Tree — Le vieil homme, le narrateur, le garçons, le guerrier - Lion Dance — Commodore Perry | Acte II - Please Hello — Abe, Reciter, amiraux américain, britannique, néerlandais, russe et français - A Bowler Hat — Kayama - Pretty Lady — Trois marins britanniques - Next — Narrateur et la troupe |

## Distinctions

### Récompenses
- Drama Desk Awards 1976 :
  - Meilleurs décors pour une comédie musicale pour Boris Aronson
  - Meilleurs costumes pour une comédie musicale pour Florence Klotz
- Tony Awards 1976 :
  - Meilleurs décors pour une comédie musicale pour Boris Aronson
  - Meilleurs costumes pour une comédie musicale pour Florence Klotz

- Laurence Olivier Awards 2004 :
  - Meilleure comédie musicale
  - Meilleure chorégraphie pour Karen Bruce
  - Meilleures lumières pour Hugh Vanstone

### Nominations
- Drama Desk Awards 1976 :
  - Meilleure comédie musicale
  - Meilleur livret de comédie musicale pour John Weidman
  - Meilleures paroles et musique pour Stephen Sondheim
  - Meilleure metteur en scène d'une comédie musicale pour Harold Prince
  - Meilleure chorégraphie pour Patricia Birch
  - Meilleur second rôle masculin dans une comédie musicale pour Haruki Fujimoto
- Tony Awards 1976 :
  - Meilleure comédie musicale
  - Meilleur livret de comédie musicale pour John Weidman
  - Meilleure partition originale pour Stephen Sondheim
  - Meilleure mise en scène pour une comédie musicale pour Harold Prince
  - Meilleure chorégraphie pour Patricia Birch
  - Meilleures lumières pour une comédie musicale pour Tharon Musser
  - Meilleur acteur dans une comédie musicale pour Mako
  - Meilleur second rôle masculin dans une comédie musicale pour Isao Sato

- Laurence Olivier Awards 2004 :
  - Meilleur second rôle masculin dans une comédie musicale pour Richard Henders et Jérôme Pradon
  - Meilleure mise en scène d'une comédie musicale pour Gary Griffin
  - Meilleurs costumes pour Mara Blumenfeld
  - Meilleure création sonore pour Nick Lidster

- Tony Awards 2005 :
  - Meilleure reprise d'une comédie musicale
  - Meilleures orchestrations pour Jonathan Tunick
  - Meilleurs décors pour une comédie musicale pour Rumi Matsui
  - Meilleurs costumes pour une comédie musicale pour Junko Koshino

- Drama Desk Awards 2018[2] :
  - Meilleure reprise d'une comédie musicale
  - Meilleures orchestrations pour Jonathan Tunick
  - Meilleure création sonore pour Dan Moses Schreier
- Drama League Awards 2018 : Meilleure reprise d'une comédie musicale
- Lucille Lortel Awards 2018 :
  - Meilleur acteur dans une comédie musicale pour Steven Eng
  - Meilleur second rôle masculin dans une comédie musicale pour Thom Sesma
- Outer Critics Circle Awards 2018 : Meilleure reprise d'une comédie musicale

## Analyse de l'œuvre
Sondheim a écrit la partition dans un style japonisant, utilisant les quartes parallèles, sans tonalité principale. Il n'a pas utilisé la gamme pentatonique ; le 4e degré de la gamme majeure est présent de l'ouverture au finale, Sondheim ayant estimé que cinq intervalles étaient trop restrictifs. La musique oppose la contemplation japonaise (There Is No Other Way) à l'ingénuité occidentale (Please Hello), alors qu'au cours des 127 années couvertes par le spectacle, des harmonies, des tonalités et même des paroles occidentales sont instillées dans la partition. Celle-ci est généralement considérée comme l'un des efforts les plus ambitieux et les plus sophistiqués de Sondheim.
La production originale de Broadway de Pacific Overtures en 1976 a été mise en scène dans le style Kabuki, avec des hommes jouant des rôles de femmes et des changements de décors effectués à la vue du public par des machinistes vêtus de noir. Il a reçu des critiques mitigées et s'est arrêté au bout de six mois, bien qu'il ait été nommé pour dix Tony Awards.
Compte tenu de ses exigences de casting et de production inhabituelles, Pacific Overtures reste l'une des comédies musicales les moins jouées de Stephen Sondheim. Le spectacle est parfois mis en scène par des compagnies d'opéra. La distribution nécessite une abondance d'acteurs asiatiques talentueux qui doivent jouer des rôles masculins et féminins. Les femmes ne sont présentes que dans la moitié de la dernière chanson : lors du final, 20 actrices se joignent à la troupe et chantent les 1 min 42 s restantes du spectacle. De par sa distribution onéreuse et exigeante, la plupart des théâtres, universités et écoles sont incapables de monter la production.

## Production

### Création
Pacific Overtures a été présenté en avant-première à Boston et a été joué au Kennedy Center pendant un mois avant d'ouvrir sur Broadway au Winter Garden Theatre le 11 janvier 1976. Il a fermé après 193 représentations le 27 juin 1976. Mis en scène par Harold Prince, la chorégraphie était de Patricia Birch, scénographie de Boris Aronson, conception des costumes par Florence Klotz et conception d'éclairage par Tharon Musser. L'enregistrement original de la distribution a été publié à l'origine par RCA Records et plus tard sur CD. Cette production a été nommée pour 10 Tony Awards et a remporté le prix des meilleurs décors (Boris Aronson) et meilleurs costumes (Florence Klotz). La production originale de Broadway a été filmée et diffusée à la télévision japonaise en 1976.

### Reprises
Une production off-Broadway a été présentée au Promenade Theatre à partir du 25 octobre 1984 pour 109 représentations, le transfert d'une production antérieure à la York Theatre Company. Mis en scène par Fran Soeder avec une chorégraphie de Janet Watson, le casting comprenait Ernest Abuba et Kevin Gray.
La première européenne a été mise en scène par Howard Lloyd-Lewis (Library Theatre, Manchester) au Wythenshawe Forum en 1986 avec une chorégraphie de Paul Kerryson qui a ensuite mis en scène le spectacle en 1993 au Leicester Haymarket Theatre. Les deux productions mettaient en vedette Mitch Sebastian dans le rôle du commodore Perry.
Une production a été montée à Londres par le English National Opera en 1987. La production a été enregistrée dans son intégralité sur CD, préservant la quasi-totalité du livret ainsi que la partition,.
Une production en 2001 au Chicago Shakespeare Theatre acclamée par la critique, mise en scène par Gary Griffin, transférée au Donmar Warehouse du West End, où elle a été jouée du 30 juin 2003 au 6 septembre 2003 et a reçu l'Olivier Award 2004 de la production musicale exceptionnelle,.
En 2002, le Nouveau théâtre national de Tokyo a présenté deux engagements limités de leur production, qui a été jouée en japonais. La production s'est déroulée à Avery Fisher Hall, Lincoln Center du 9 juillet 2002 au 13 juillet, puis au théâtre Eisenhower, Kennedy Center, du 3 septembre 2002 au 8 septembre,.
Une reprise à Broadway par la Roundabout Theatre Company (une version en anglais de la production précédente du Nouveau Théâtre National de Tokyo) a eu lieu au Studio 54 du 2 décembre 2004 au 30 janvier 2005, mis en scène par Amon Miyamoto et avec B. D. Wong dans le rôle de Narrateur et plusieurs membres de la distribution originale. Un nouvel enregistrement de Broadway, avec de nouvelles orchestrations de Jonathan Tunick a été publié par PS Classics. La production a été nommée pour quatre Tony Awards, y compris la meilleure reprise d'une comédie musicale. Les orchestrations ont été «réduites» pour un orchestre de 7 musiciens.
En 2017, Classic Stage Company a relancé Pacific Overtures pour une série limitée Off-Broadway, avec un nouveau livret abrégé de John Weidman et de nouvelles orchestrations par Jonathan Tunick. Cette production était mise en scène par l'actuel directeur artistique John Doyle et mettait en vedette George Takei dans le rôle du narrateur. Les avant-premières ont eu lieu à partir du 6 avril 2017 et le spectacle a ouvert le 4 mai 2017. Initialement prévu pour fermer le 27 mai, il a été prolongé deux fois et s'est finalement arrêté le 18 juin 2017. Cette production a reçu de nombreuses nominations aux Drama Desk Awards, Drama League Awards, du Outer Critics Circle Awards et Lucille Lortel Awards.